# Вербовка (Новоукраинский район)
Вербовка (укр. Вербівка) — село в Глодосской сельской общине Новоукраинского района Кировоградской области Украины.
Население по переписи 2001 года составляло 567 человек. Телефонный код — 5251. Код КОАТУУ — 3524080602.